# 穆吉雷納湖
穆吉雷納湖（白俄羅斯語：Мугірына）是白俄羅斯的湖泊，位於烏沙奇以東27公里，由維捷布斯克州負責管轄，長2.5公里、寬1.2公里，面積1.48平方公里，流域面積2.9平方公里，湖岸線長度7.3公里，最大水深26.2米。